# San Buenaventura (Museo Catedralicio de Orense)
San Buenaventura es una obra realizada por Juan de Acosta Losada hacia 1631. Está ubicada en el Museo Catedralicio de Orense (Galicia, España).

## Historia

### Origen
Pese a la ausencia de una descripción de la iglesia del Convento de San Francisco (lugar de donde procede la imagen) antes de ser trasladada a su actual emplazamiento en 1928, se conoce que existieron en el templo las siguientes capillas: Villajuán, Alonso de Castro (Nuestra Señora o San Ildefonso), San Juan Bautista, Buen Jesús o Niño Jesús y San Amaro, San Benito, Nuestra Señora de la Anunciación, San Francisco Blanco, San Juan Evangelista, Nuestra Señora de la Misericordia o la Nueva, San Diego, Nuestra Señora de la Consolación (Socorro) o La Vestida, Santa Ana, capilla mayor, Nuestra Señora de la Encarnación o Concepción, San Bernardino, San Buenaventura, San Benito de Palermo y Santa Clara, San Luis y San José o de las reliquias, Ecce Homo, Veracruz, Nuestra Señora de la Anunciación o la Preñada, San Blas, San Jacinto, Santiago y Tres Reyes Magos.: 225  La capilla dedicada a San Buenaventura se encontraba en el extremo izquierdo del transepto, a la izquierda del acceso a la capilla absidal del evangelio y a la derecha de la puerta que daba acceso a la sacristía; la misma recibía el nombre de Capilla de San Buenaventura, si bien en algunas ocasiones fue denominada Capilla de San Buenaventura y Santa Clara y, desde comienzos del siglo xviii, Capilla de San Buenaventura, Santa Clara y San Benito de Palermo. Uno de los santos más influyentes que tuvo la orden franciscana, la fundación de su capilla tuvo lugar casi con toda probabilidad por iniciativa de la propia comunidad, la cual depositaría a mediados del siglo xvi una imagen del santo con el fin de fomentar su culto entre los fieles,: 286–287  pieza que sería reemplazada a comienzos del siglo xvii. Pese a que varias personas solicitaron ser sepultadas junto a la capilla desde 1568, esta no ostentaría ningún patronato hasta que a inicios del siglo xvii este le fue concedido a Francisco de Buján, comisario del Santo Oficio en el Reino de Galicia además de párroco de Alongos (Toén), quien en virtud de su testamento, otorgado el 10 de julio de 1614, dotó a la capilla con una considerable fundación de misas perpetuas, disponiendo a su vez la instalación de una imagen del santo y ordenando que nadie más que él pudiese ser enterrado en la capilla:: 288 

Quiero y es mi voluntad de hazer y ordenar por mi devoçion una capilla de la advocaçion de S. Buenaventura con 2 misas rezadas cada semana y 12 con 1 cantada el propio dia de S. Buenaventura, la qual desde luego instituyo, fundo y establezco en el monesterio de S. Françisco de esta çiudad en el altar de S. Buenaventura donde mando se ponga una imagen del dicho santo como una que esta en el retablo del monesterio de S. Françisco de Medina del Campo, la qual se saque y haga al modelo y traza de la que va dicho y se ponga en el dicho altar de S. Buenaventura con un rotulo que diga mi nombre y de limosna para las dichas misas que mando deçir, ansi las 2 cada semana, como las 12 con la cantada el dia del dicho santo, mando se de de limosna al dicho monesterio de S. Françisco 20 ducados para siempe en cada un año con que se digan las dichas misas en la forma dicha. […] mando que si Dios fuere servido de me llevar de esta presente vida y de la enfermedad que tengo al presente en esta çiudad, que mi cuerpo sea sepultado en el monesterio de San Françisco delante del altar de San Buenaventura y que todos los frailes del dicho conbento vengan a buscar mi cuerpo […] mando se ponga sobre mi sepultura una lampara de piedra y en ella se ponga mi nombre y se consierten mis cumplidores con el guardian del dicho monesterio sobre el asiento de dicha sepultura para que otro ninguno se pueda enterrar en ella.: 288 

Pese a que el documento se fecha en 1614, la imagen de San Buenaventura no sería elaborada hasta aproximadamente diecisiete años después tal y como se desprende de unas cartas de pago otorgadas hacia 1631 por «Antonio Araujo y Sandoval, veçino de çiudad de Orense con benefiçio de inventar de Pedro Diaz Cadorniga e inés de Puga, mis padres», donde consta el pago de 15 ducados por la hechura y policromado de una imagen representativa del santo para la capilla homónima más otros 27 por un relicario y unas crismoras de plata;: 326  en estas cuentas no figura el nombre del autor de dichas obras, aunque hay constancia documental de que fue Juan de Acosta quien facturó la talla, la cual Miguel Ángel González García, antiguo delegado de patrimonio de la diócesis, fecha sin embargo en 1620.: 373  En cuanto a la imagen ubicada en Medina del Campo, esta sirvió a su vez de modelo para otra talla de San Buenaventura realizada en palo de nogal que fue comisionada en 1620 para la Iglesia de San Martín de Alongos por el regidor y abogado de Orense Inocencio Salgado, quien actuó en calidad de testamentario de Buján, siendo Acosta su artífice; de acuerdo con la documentación conservada, la pieza debía ejecutarse «al modelo y trassa de una que está en la villa de Medina del Campo, en la Capilla de Don Alvaro de Bricianos», si bien se indicaba que en caso de que el contratante no hiciese entrega de la traza que para tal efecto había enviado Álvaro de Bricianos, «y por estar entre sus papeles no se halla», el propio Acosta la habría de traer por su cuenta, constando por su parte que la imagen debía ser entregada en un plazo de cuatro meses por un precio de 200 reales, a vista de oficiales.: 201 
Respecto a la capilla, se cree que esta consistía en un sencillo altar pétreo pintado sobre un arcosolio medieval reaprovechado al que a lo largo del siglo xvii se le añadiría un pequeño retablo de madera en el que se dispondrían varias imágenes de santos, entre las que destacarían las tallas de San Buenaventura, Santa Clara y San Benito de Palermo, aunque la inclusión de esta última es dudosa.: 289  La primera mención a la capilla data de 1568, cuando Aldonza Gómez afirmó tener en propiedad unas sepulturas delante de ella: «Mando enterrar mis carnes pecadoras en el monesterio de S. Françisco desta çiudad y en la sepultura donde esta enterrado mi padre questa frontero del altar de Nra. Sra. del dicho monesterio e si estuviere [...] me entierren en una de las dos sepulturas delante del altar de S. Buenabentura, las quales tienen señaladas unos […]». Desde entonces la capilla sería mencionada en múltiples testamentos, como el otorgado en 1588 por Leonor de Moure, esposa del carnicero Francisco Carreño, quien dispuso ser enterrada frente a la misma,: 287   y el otorgado en 1608 por el zapatero Juan Vázquez, hijo de Alonso Vázquez y vecino de Pasadán (Taboadela), quien ordenó ser enterrado «en la yglesia de S. Françisco delante del altar de S. Buenabentura a la puerta questa entrando para la sacrestia del dicho convento». El 15 de octubre de ese mismo año Isabel Alonso de Cadórniga, hija de Antonio López de Guadalupe, mandó por testamento ser sepultada «en el monasterio de S. Françisco desta çiudad delante el altar de S. Buenabentura en la sepultura de medio donde mi padre esta enterrado».: 289 
Posteriormente, Jerónimo López Guadalupe (hermano de Pedro Díez de Cadórniga), en virtud de su testamento, firmado el 12 de enero de 1625, ordenó ser sepultado junto a sus antepasados en la capilla: «[…] mi cuerpo sea sepultado delante del altar de S. Buenabentura en S. Françisco desta çiudad en una de las tres sepulturas que estan delante de dicho altar, en la tunba que esta junto a dicho altar, que altar, tres sepulturas e tunba son mias e quedaron de mis antepasados».: 289  Poco después la capilla pasaría a ser conocida como Capilla de Santa Clara según consta en un testamento de 1630 firmado por Antonio Ortega: «Mando que mis carnes pecadoras sean sepultadas en el monesterio de S. Francisco delante el altar de Sta. Clara», figurando en las últimas voluntades de Amaro González, fechadas en 1652, el deseo de ser enterrado delante de esta capilla, la cual sitúa junto a la puerta de la sacristía. La identificación de este espacio como una capilla dedicada a San Buenaventura y a Santa Clara queda confirmada en el testamento otorgado en 1668 por Magdalena Losada, esposa de Juan Francisco de Ocampo, quien dispuso ser enterrada «en una sepultura junto a la pila del agua bendita que entra para la sacristia donde esta el altar de S. Buenaventura a donde esta sepultado Julian Garcia Tubero, mi primer marido». Finalmente, en 1688 Petronilla García, viuda del carpintero Francisco Conde, mandó ser enterrarda en la sepultura donde se hallaba su primer marido, José de san Martiño, la cual se encontraba situada «delante del altar de S. Buenaventura que es junto al nicho de S. Gonzalo».: 289–290 
Por otro lado, destaca el hecho de que en esta capilla tuvo muy probablemente su sede la Archicofradía del Cordón de Nuestro Padre San Francisco; en una carta enviada el 7 de diciembre de 1589 al cabildo catedralicio, el entonces guardián del convento solicitaba permiso para procesionar hasta la seo con el fin de publicar la bula de fundación:: 287 

En este dicho dia entro el Pe. Nuñez, religioso de S. Francisco y presento una petición en nombre del guardian y religiosos del dicho convento en que pedia que atento quel viernes siguiente, dia de la Concesion de Nra. Sra. se ha de publicar la archicofradia del cordon de S. Francisco como Su Santidad avia por su bula ordenado y para que se publique con la solemnidad debida convenia venir en procesion de su convento a esta catedral como estaba concertado hacer la dicha publicazion y no podian traer cruz alta sin voluntad y consitimiento de los dichos señores que fuesen servidos por esta vez tan solamente sin perjuizio de su derecho ansi en posesion como en propiedad dalles licenzia para venir con cruz alta que en ello recibiran particular merced, lo qual bisto por los dichos 15 capitulares y sabidos los dichos flayres que por esta vez atento la ocasión acia se la dava la dicha licencia sin prejudicio [...].: 287 

Fundada originalmente en el Convento de San Francisco de Asís de Umbría (Italia), la archicofradía orensana tuvo un recorrido efímero; consta su existencia para 1594, cuando López de Guadalupe dictó su primer testamento, en el que dispuso «que mi cuerpo sea sepultado en el monesterio de san Françisco desta çiudad de Orense delante de la capilla de S. Buenabentura donde se aze la cofradia del cordon en una de las sepulturas que Biolante Diaz de Cadorniga, mi muger y sus deudos alli tienen en la sepultura que estuviere mas desocupada y que a la dicha mi muger le pareçiere», mientras que su última mención se realiza en 1600, cuando López de Guadalupe otorgó su segundo testamento.: 287 

### Desamortización
Tras la desamortización del Convento de San Francisco en 1835, la iglesia quedó sin culto aunque todavía en posesión del obispado por deseo de la reina regente María Cristina. Por su parte, el ayuntamiento de la ciudad, propietario del convento, cedió las instalaciones el 25 de abril de 1843 al Ejército, que ese mismo año las convirtió en cuartel de infantería (tras lo cual el edificio pasó a denominarse Cuartel de San Francisco), trasladándose en 1844 desde La Coruña un batallón al mando del teniente coronel Ángel Martín Mouriño. En 1883 se procedió a la redacción de un proyecto firmado por el coronel, comandante y capitán Gerardo Dorado y Gómez destinado a restaurar el cuartel, procediéndose a elaborar hacia 1905 un memorándum firmado por el comandante Bonifacio Menéndez Conde en el cual se detallan las obras necesarias para la reparación de las instalaciones, efectuadas con el fin de poder albergar un batallón de infantería que se instaló en el cuartel ese mismo año. Por su parte, la Venerable Orden Tercera, sita en la calle Ervedelo, se ocupó de la Iglesia de San Francisco desde 1867 hasta 1920, tras lo cual quedó abandonada durante casi una década, siendo trasladada en 1928 a su ubicación actual, si bien para entonces gran parte de sus bienes habían sido desperdigados por diversas zonas de la capital, yendo a parar la talla de San Buenaventura al Museo Catedralicio junto con otras obras del convento.  

## Descripción
La imagen, de bulto redondo y con unas medidas de 87 × 23 × 34 cm,: 373  representa al santo en un claro contrapposto al tener la pierna izquierda adelantada y flexionada, acentuado a su vez por una leve inclinación del cuerpo. En la mano derecha porta un libro mientras que la izquierda se halla en actitud de sostener el tronco propio de su iconografía, elemento hoy perdido. El rostro posee unas facciones marcadas, destacando una prominente nariz y unos labios muy perfilados, si bien lo más llamativo es la indumentaria, compuesta por un sombrero de ala ancha con cordón anudado a la altura del pecho, una túnica marrón oscuro y un manto el cual se abre artísticamente gracias a la posición del brazo izquierdo, recogiéndose en el brazo derecho y creando con ello una cascada de pliegues en diagonal, los cuales confluyen hasta llegar al pie izquierdo; este esquema de drapeados es muy abundante en las imágenes inmaculistas de Juan Martínez Montañés, por lo que es posible que Acosta se viese influenciado por el maestro jienense. En lo tocante a la policromía, destaca por encima de todo la tonalidad bermellón del manto, el cual se halla cubierto por un bello y delicado estampado vegetal realzado gracias a una prominente cenefa dorada. Además del tronco, la talla carece de otros dos elementos iconográficos propios del santo: un pelícano abriéndose el pecho para alimentar a sus crías y un crucifijo, esto último en referencia al tratado Lignum vitae, obra redactada durante su periodo de generalato.

## Legado
San Buenaventura destaca como una obra de gran valor histórico al ser uno de los pocos bienes del convento franciscano que lograron sobrevivir a la desamortización, hallándose entre estas piezas una imagen de la Inmaculada facturada por Juan de Juni, conservada en el Museo Arqueológico Provincial; una talla de San Diego de Alcalá, obra realizada probablemente por Juan de Angés el Mozo ubicada también en el Museo Arqueológico Provincial; parte del retablo del Santo Cristo de la Esperanza, custodiado en la Iglesia de Santa Eufemia; y dos obras de Francisco de Moure: San Cipriano y la Virgen de la Concepción, conservadas ambas en el Museo Catedralicio,: 58  si bien existen dudas sobre la autoría y procedencia de la talla mariana. Así mismo, la imagen tuvo el honor de formar parte de la exposición Camino de Paz. Mane Nobiscum Domine, organizada en la catedral entre julio y noviembre de 2005 con motivo de la celebración del año dedicado por el papa Juan Pablo II a la Eucaristía.: 373 